# Casto Innocenzio Ansaldi
Pour les articles homonymes, voir Ansaldi (homonymie).
Casto Innocenzio Ansaldi, né le 7 mars 1710 à Plaisance dans le duché de Parme et Plaisance et mort le 4 mai 1780 à Turin, est un dominicain et théologien italien.

## Biographie
Casto Innocenzio Ansaldi nait en 1710, à Plaisance. Dans sa jeunesse, il est sur le point de périr, entraîné par des chevaux qui s’arrêtent comme par miracle au bord d’un précipice. Effrayé du danger qu’il avait couru, il décide de consacrer à Dieu la vie qu’il lui avait conservée. En 1726, il prend en 1726 l’habit des dominicains, suit des études de philosophie et de théologie à Milan, puis à Alexandrie et à Bologne, où il soutient des thèses publiques.
Il se lie avec Giuseppe Orsi et fréquente la bibliothèque Casanatense.
Après ses études, il est envoyé à Naples où il est admis à l’académie ecclésiastique.
En 1757, Ansaldi est nommé professeur extraordinaire de théologie à l’université de Naples. Alors qu'il se prépare à prendre possession de cette chaire, il reçoit l’ordre de revenir à Bologne. Il quitte Naples  le 29 novembre 1758, et va à Chieti demander un asile au marquis Cipagatti, qui le cache quelque temps, puis part dans la république de Venise, où il reste quatre ans.
Le cardinal Querini se charge de faire sa paix avec ses supérieurs, et en 1745, sur la demande expresse du pape Benoît XIV, il est nommé premier lecteur et professeur en théologie au couvent de son ordre à Brescia.
Il occupe ensuite la même chaire à Ferrare, puis à Milan et finalement à Turin où pendant près de vingt il professe la philosophie à l’université de cette ville.
Il meurt à Turin le 4 mai 1780.

## Œuvres
- Patriarchæ Josephi, Ægyptii olim proregis, religio a criminibus Basnagii vindicata, Naples, 1738, in-8° ; Brescia, 1747, même format.
- Dissertatio de veteri Ægyptiorum idololatria. insérée dans la Raccolta calogerana, t. 23, p. 155-226.
- De causis inopiæ veterum monument., pro copia martyrum dignoscenda. — De Martyribus sine sanguine Dissertatio, in qua et nonnulla Romani martyrologii loca a criminationibus Baelii vindicantur. Ces deux dissertations, dans lesquelles l’auteur s’attache à réfuter les sentiments de Dodwell sur le petit nombre des martyrs, doivent être réunies. Elles ont été imprimées à Milan, 1759, 1745, in-8°, et 1741-44, in-4°.
- De principiorum legis naturalis Traditione libri tres, Milan, 1742, in-4°.
- De forensi Judæorum Buccina Commentarius, Brescia, 1745, in-4°. Suivant Lenglet Du Fresnoy, il y a dans cet ouvrage plus d’érudition que de justesse de raisonnement[2].
- De romana tutelarium deorum in oppugnationibus urbium Evocatione liber, etc., Brescia, 1745, in-8°. Ce savant ouvrage est très-estimé. Il a été réimprimé plusieurs fois en Angleterre. La 4e édition, Oxford, 1765, in-8°, passe pour la meilleure.
- De authenticis S. Scripturæ apud sanctos Patres Lectionibus, Vérone, 1747, in-4° ; ouvrage savant et plein de recherches curieuses.
- Epistola ad Alb. Mazzolenum, de Tarsensi Hercule in viridi jaspide insculpto, Brescia, 1749, in-4°.
- De Baptismate in Spiritu Sancto et igni Commentarius philologicus ; cui accedunt Orationes duæ in Athenæo Ferrariensi habitæ, Milan, 1752, in-4°.
- De sacro et publico apud ethnicos pictarum tabularum cultu, adversus Græcos recentiores, Dissertatio, Ferrare, 1752, in-8° ; Venise, 1755, in-4° ; Turin, 1768, même format.
- Della necessità e verità della religione naturale e rivelata, Venise, 1755, in-8°.
- Herodiani infanticidii Vindiciæ, etc., Brescia, 1757, in-4°. Cet ouvrage, dans lequel l’auteur cherche à prouver la vérité du Massacre des Innocents, lui fit, en Italie, un très-grand honneur.
- De futuro sæculo ab Hebræis ante captivilatem cognito, adversus Jo. Clerici cogitata, Commentarius, Milan, in-8°.
- Della speranza, e della consolazione di rivedere i cari nostri nell’altra vita, Turin, 1772, in-8°.
- Saggio intorno alle immaginazioni, etc. (Essai sur les idées que nous nous formons de la félicité suprême), ibid., 1775, in-8°.
- Riflessioni sopra i mezzi di perfezionare la filosofia morale, ibid., 1778, in-8°. Il y combat les systèmes des philosophes modernes, et s’efforce de prouver que l’on ne peut parvenir à la connaissance de l’homme moral qu’avec les lumières de la théologie.
- De Profectione Alexandri magni Hierosolym. Dissertatio posthuma, ibid., 1780. Elle est citée avec éloge par Sainte-Croix, dans son Examen critique des historiens d’Alexandre.